# Uncharted: El Enigma de Penitence
Uncharted: El Enigma de Penitence es una montaña rusa situada en el parque temático catalán PortAventura Park, en Salou, Tarragona. La atracción está tematizada en el mundo de Uncharted, una popular serie de videojuegos, y se encuentra en el área temática del Far West, dentro del pueblo imaginario de Penitence. Esta montaña rusa se caracteriza por ser interior con un recorrido a oscuras que sucede dentro de un edificio. Fue inaugurada el 16 de junio de 2023 y ostenta el récord de ser la primera atracción de este tipo con una caída lateral de Europa. Fabricada por  INTAMIN Amusement Rides, tuvo un coste aproximado de 25.000.000€  y durante 637 metros de recorrido cuenta con cinco lanzamientos LSM.